# Vaalimaa
Vaalimaa (föråldrad svensk namnform: Vaderma) är en mindre ort (by) i Vederlax kommun i landskapet Kymmenedalen i Finland.

## Gränsstationen

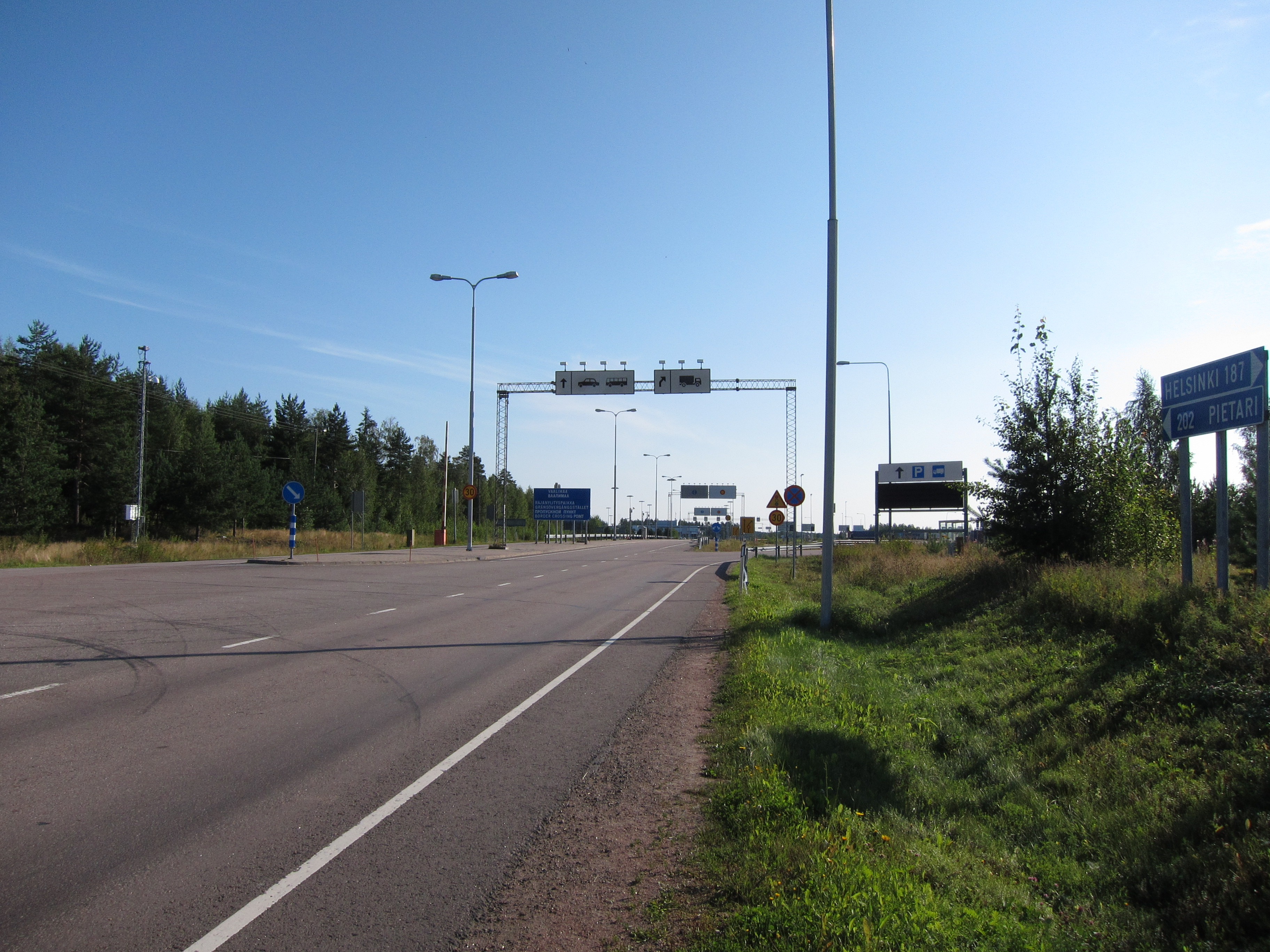
Finsk-ryska gränsövergångsstället i Vaalimaa.

Vaalimaa är mest känd för sitt internationella gränsövergångsställe mellan Finland och Ryssland. Gränsövergången öppnades 1958 och var den första gränsövergången för landsvägstrafik mellan dåvarande Sovjetunionen och Finland. Långtradartrafiken mellan länderna inleddes 1961, och för transitotrafiken öppnades gränsen i början av juli 1962. Från början av 1965 har gränsstationen varit öppen året runt, och från 1 maj 1993 även dygnet runt. Gränsövergångens huvudbyggnad har byggts ut i flera etapper.

## Kommunikationer
E18 eller Riksväg 7 är byggd som motorväg hela vägen från Helsingfors till Vaalimaa..

## Kultur och service
Inom byn verkar en byförening, Vaalimaan Seudun kyläyhdistys. Fem större handelsföretag har för avsikt att, inom kort, öppna butiksenheter i samhället.